# サクラメント 死の楽園
『サクラメント 死の楽園』（原題:The Sacrament）は2013年に公開されたアメリカ合衆国のホラー映画である。監督はタイ・ウェスト、主演はAJ・ボーウェンが務めた。本作のストーリーは1978年に人民寺院が引き起こした集団自殺事件を基にしている。

## ストーリー
カメラマンのパトリックは妹（キャロライン）から「エデン教区という新興宗教を取材してはどうか。エデン教区はドラッグを自由に使える理想郷を建設しようとしている教団だ。興味があるなら紹介したい。」というメールを受け取った。エデン教区の「理想郷」へと向かったパトリックだったが、そこには誰もいなかった。教団はヘリコプターでしか辿り着けない険阻な場所にコミュニティを移転したのだという。教団にますます興味を引かれたため、パトリックは同僚2人（サムとジェイク）の協力を得て彼に関するドキュメンタリーを撮影することにした。一行は意気揚々と「理想郷」へ向かったが、その道中、ヘリコプターのパイロットから「貴方たちに何かあったとしても、私は明日ここを離れます」と強く言われた。飛行場に着陸した後、一行はいきなり揉め事に遭遇した。「理想郷」の人々は「パトリックさんが一人で来ると思ったから、入村を特別に許可したんですよ」と言い始め、撮影チームの入村に難色を示したのである。しかし、彼らの指導者、アンダーソンから許可が下りたため、一行は入村することができた。
「理想郷」のゲートに到着した一行だったが、武装した門番がなかなか通してくれなかった。ジェイクとサムは「厄介な場所に来てしまった」と内心後悔していたが、パトリックは特に気にしていなかった。ほどなくして、そこにキャロラインがやって来て、彼女の口添えのお陰で一行はゲートをくぐることができた。キャロラインは撮影チームを歓迎すると共に、手違いによって入村に時間がかかったことを詫びた。休息を取った後、ジェイクとサムは村人にインタビューを試みた。村人は意外にも2人に協力的で、アンダーソンや「理想郷」の素晴らしさを熱心に語ってくれた。「理想郷」で看護師を務めるウェンディは「この村には医療物資が豊富にあるんですよ。村人の皆さんは村に全財産を寄付する決まりなので、予算は潤沢なのです」と2人に説明した。
村人たちが幸福に暮らしている様子を眺めながらも、撮影チームは違和感を覚えていた。キャロラインはサムがアンダーソンにインタビューできるよう手配してくれたが、アンダーソンは1対1のインタビューには応じようとせず、信者たちの目の前でインタビューするよう求めてきた。サムはやむなくその要求を呑んだが、インタビューが進むにつれてアンダーソンの言葉は徐々に過激なものになっていった。最後の方になると、サムはアンダーソンの剣幕に押され、会話の主導権をすっかり失っていた。感動した信者たちはアンダーソンに惜しみない拍手を送り、そのままパーティーに突入した。
パーティーの最中、耳の不自由な女の子（サヴァンナ）がサムにメモ書きを渡してきた。そこには「助けて」とだけ書かれていた。不審に思った撮影チームが秘密裏に調査したところ、アンダーソンに異を唱えた人たちが暴力によって洗脳されているという事実を突き止めた。ジェイクは「一刻も早くこの村から立ち去りたい」と言ったが、サムは「ヘリコプターが自分たちを置いて帰ったとしても、苦しむ人々を置き去りにするわけにはいかない」と強く主張し、ジェイクが折れることとなった。その後、2人がパトリックを探しに行くと、彼は乱交に興じていた。呆気にとられる2人に対し、キャロラインは「兄さんからお金を得るにはこうするしかなかった」と釈明した。「理想郷」への不信感を募らせた2人は眠らずにその日の夜を過ごした。
翌朝、ある出来事をきっかけに、アンダーソンは恐ろしい決断を下すのだった。

## キャスト
- AJ・ボーウェン - サム
- ジョー・スワンバーグ - ジェイク
- エイミー・サイメッツ - キャロライン
- ケンタッカー・オードリー - パトリック
- ジーン・ジョーンズ - チャールズ・アンダーソン
- ケイト・リン・シール - サラ
- タリア・ドビンス - サヴァンナ
- ドナ・ビスコー - ウェンディ
- ショーン・クレイ - ロバート
- デイル・ニール - アンドレ
- シャーリー・ジョーンズ・バード - ロレイン
- コンフィダンス - 案内人

## 製作
2012年9月6日、イーライ・ロスがタイ・ウェスト監督の新作映画のプロデューサーに就任したと報じられた。ロス自身も映画監督ではあったが、ウェスト監督に全幅の信頼を置いており、演出に口を出すようなことはなかったという。10月29日、主要キャストが発表された。2013年8月3日、タイラー・ベイツが本作で使用される楽曲を手掛けるとの報道があった。2014年5月6日、ミラン・レコーズが本作のサウンドトラックを発売した。

## 公開・興行収入
2013年9月3日、本作は第70回ヴェネツィア国際映画祭でプレミア上映された。8日、第38回トロント国際映画祭で本作の上映が行われた。18日、マグネット・リリーシングが本作の全米配給権を獲得したと報じられた。2014年2月21日、本作のオフィシャル・トレイラーが公開された。6月6日、本作は全米1館で限定公開され、公開初週末に583ドルを稼ぎ出し、週末興行収入ランキング初登場101位となった。

## 評価
本作は批評家から好意的に評価されている。映画批評集積サイトのRotten Tomatoesには70件のレビューがあり、批評家支持率は64%、平均点は10点満点で5.86点となっている。サイト側による批評家の見解の要約は「ストーリーの進むスピードが遅すぎると感じる人もいるかもしれない。しかし、『サクラメント 死の楽園』の緊迫した雰囲気とよく練られたアイデアは目の肥えたホラーマニアを満足させられるレベルにある。」となっている。また、Metacriticには21件のレビューがあり、加重平均値は49/100となっている。